# Heteropneustes
A Heteropneustes a sugarasúszójú halak (Actinopterygii) osztályának harcsaalakúak (Siluriformes) rendjébe, ezen belül a zacskósharcsafélék (Clariidae) családjába tartozó nem.

## Rendszerezés
A nembe az alábbi 4 faj tartozik:
- Heteropneustes fossilis (Bloch, 1794)
- Heteropneustes kemratensis (Fowler, 1937)
- Heteropneustes longipectoralis Rema Devi & Raghunathan, 1999
- Heteropneustes microps (Günther, 1864)